# L'orgoglio di Jesse Hallam
L'orgoglio di Jesse Hallam (The Pride of Jesse Hallam) è un film del 1981 diretto da Gary Nelson, con Johnny Cash e Brenda Vaccaro.

## Trama
Il contadino vedovo di 45 anni Jesse Hallam porta i suoi figli in città perché sua figlia Jenny necessita di un delicato intervento chirurgico. Si rende presto conto che però il suo analfabetismo è un grosso limite, e decide così di prendere lezioni serali.
Quando il padre scopre che suo figlio Ted ha un problema di apprendimento a scuola, suggerisce che i due vadano a lezione insieme. Ted è riluttante, ma col tempo Jesse riuscirà a convincere suo figlio.
Nel frattempo Jesse inizia ad appassionarsi alla lettura, e si compra il libro Il vecchio e il mare di Ernest Hemingway. Gli viene suggerito un programma estivo di lettura al liceo che lo porterebbe a un livello superiore. Tuttavia, dopo che Jesse viene bocciato alla parte scritta del suo esame di guida, si scoraggia e decide di tornare in Kentucky, cosa che piace a Ted.
Dopo la fine dell'anno scolastico, Ted porta a casa la sua pagella, e quando viene interrogato da Jesse, Ted dice di aver ricevuto una A in palestra e una D in matematica, ma non dice nulla dei suoi altri voti, esprimendo eccitazione per tornare in Kentucky, dove sarebbe stato iscritto come junior nella sua vecchia scuola superiore. Insieme i due passeranno l'esame finale.

## Produzione
Questo film è stato girato interamente a Cincinnati (Ohio) e nel Kentucky rurale.